# Dicranosepsis montana
Dicranosepsis montana är en tvåvingeart som beskrevs av Iwasa 1999. Dicranosepsis montana ingår i släktet Dicranosepsis och familjen svängflugor. Inga underarter finns listade i Catalogue of Life.